# Бертр
Бертр (фр. Bertre) насеље је и општина у јужној Француској у региону Миди Пирене, у департману Тарн која припада префектури Кастр.
По подацима из 2011. године у општини је живело 109 становника, а густина насељености је износила 26,33 становника/km². Општина се простире на површини од 4,14 km². Налази се на средњој надморској висини од 240 метара (максималној 330 m, а минималној 224 m).

## Демографија
| 1962. | 1968. | 1975. | 1982. | 1990. | 1999. | 2011. |
| ----- | ----- | ----- | ----- | ----- | ----- | ----- |
| 103   | 104   | 123   | 69    | 69    | 66    | 109   |

График промене броја становника у току последњих година